# نيل جود
نيل جود (بالإنجليزية: Neil Judd)‏ هو عالم آثار أمريكي، ولد في 27 أكتوبر 1887 في سيدار رابيدس في الولايات المتحدة، وتوفي في 19 ديسمبر 1976.